# BNN (radiotélévision)
Pour les articles homonymes, voir BNN.
BNN, acronyme de Bart's Neverending Network, est un ancien réseau audiovisuel publique aux Pays-Bas créée le 15 août 1997.
Le 1er janvier 2014, BNN a fusionné avec VARA pour former BNNVARA. Depuis le 24 août 2017, les programmes sont diffusés sous le nom « BNNVARA ». Les associations de radiodiffusion distinctes BNN et VARA ont officiellement fusionné le 1er septembre 2018. Cela a mis fin à BNN.